# 헨리 - 연쇄살인범의 초상
《헨리: 연쇄살인범의 초상》(영어: Henry: Portrait of a Serial Killer)은 미국에서 제작된 존 맥노턴 감독의 1986년 독립 심리 공포 범죄 영화이다. 마이클 루커 등이 출연하였고, 리사 데드먼드 등이 제작에 참여하였다. 1998년에 감독과 배우진이 교체된 속편 《헨리: 연쇄 살인범의 초상 2》(Henry: Portrait of a Serial Killer, Part II)가 나왔다.

## 줄거리
1970년대에 사이코패스 연쇄 살인범 헨리 리 루커스가 감옥에서 만난 오티스 툴과 함께 전미를 돌아다니며 남녀노소 가리지 않고 저지른 성폭력과 연속 살인을 묘사한다.

## 출연진
- 마이클 루커 - 헨리 역
- 톰 톨스 - 오티스 역
- 트레이시 아널드 - 베키 역

## 같이 보기
- 익스트림 시네마